# Olympische Jugend-Winterspiele 2016/Teilnehmer (Italien)
| Gelbes Symbol für Goldmedaillen mit stilisierten Olympischen Ringen | Graues Symbol für Silbermedaillen mit stilisierten Olympischen Ringen | Braundes Symbol für Bronzemedaillen mit stilisierten Olympischen Ringen |
| ------------------------------------------------------------------- | --------------------------------------------------------------------- | ----------------------------------------------------------------------- |
| 1                                                                   | 2                                                                     | 6                                                                       |

Italien nahm an den Olympischen Jugend-Winterspielen 2016 im norwegischen Lillehammer mit 37 Athleten in 13 Sportarten teil.

## Medaillen
Mit einer gewonnenen Gold-, zwei Silber- und sechs Bronzemedaillen belegte das italienische Team Platz 15 im Medaillenspiegel.

## Sportarten

### Biathlon
| Athleten                                                                | Wettbewerb           | Zeit (Schießfehler) | Rang   |
| ----------------------------------------------------------------------- | -------------------- | ------------------- | ------ |
| Jungen                                                                  |                      |                     |        |
| Patrick Braunhofer                                                      | 7,5 km Sprint        | 19:56,7 min (2)     | 9      |
| Patrick Braunhofer                                                      | 10 km Verfolgung     | 30:01,5 min (4)     | 4      |
| Cedric Christille                                                       | 7,5 km Sprint        | 21:03,4 min (2)     | 25     |
| Cedric Christille                                                       | 10 km Verfolgung     | 34:04,1 min (8)     | 32     |
| Mädchen                                                                 |                      |                     |        |
| Samuela Comola                                                          | 6 km Sprint          | 18:55,2 min (0)     | 6      |
| Samuela Comola                                                          | 7,5 km Verfolgung    | 25:58,5 min (1)     | 5      |
| Irene Lardschneider                                                     | 6 km Sprint          | 20:49,9 min (3)     | 29     |
| Irene Lardschneider                                                     | 7,5 km Verfolgung    | 27:18,7 min (2)     | 14     |
| Gemischt                                                                |                      |                     |        |
| Samuela Comola Patrick Braunhofer                                       | Single Mixed-Staffel | 43:32,7 min (3+13)  | 11     |
| Samuela Comola Irene Lardschneider Cedric Christille Patrick Braunhofer | Mixed-Staffel        | 1:20:06,0 h (0+6)   | Bronze |

### Curling
| Athleten                                                       | Wettbewerb | Gruppenrunde | Gruppenrunde | Viertelfinale      | Viertelfinale      | Halbfinale         | Halbfinale         | Finale             | Finale             | Finale             |
| Athleten                                                       | Wettbewerb | Siege        | Niederlagen  | Gegner             | Ergebnis           | Gegner             | Ergebnis           | Gegner             | Ergebnis           | Rang               |
| -------------------------------------------------------------- | ---------- | ------------ | ------------ | ------------------ | ------------------ | ------------------ | ------------------ | ------------------ | ------------------ | ------------------ |
| Gemischt                                                       |            |              |              |                    |                    |                    |                    |                    |                    |                    |
| Stefania Constantini Martina Ghezze Luca Rizzolli Alberto Zisa | Team       | 3            | 4            | nicht qualifiziert | nicht qualifiziert | nicht qualifiziert | nicht qualifiziert | nicht qualifiziert | nicht qualifiziert | nicht qualifiziert |

### Eishockey
| Athleten     | Wettbewerb       | Qualifikation | Qualifikation | Finale | Finale |
| Athleten     | Wettbewerb       | Punkte        | Rang          | Punkte | Rang   |
| ------------ | ---------------- | ------------- | ------------- | ------ | ------ |
| Mädchen      |                  |               |               |        |        |
| Anita Muraro | Skills-Challenge | 12            | 8             | 14     | Silber |

### Eiskunstlauf
| Athleten                       | Wettbewerb | Kurzprogramm | Kurzprogramm | Free Skating/Dance | Free Skating/Dance | Gesamt | Gesamt |
| Athleten                       | Wettbewerb | Punkte       | Rang         | Punkte             | Rang               | Punkte | Rang   |
| ------------------------------ | ---------- | ------------ | ------------ | ------------------ | ------------------ | ------ | ------ |
| Jungen                         |            |              |              |                    |                    |        |        |
| Adrien Bannister               | Einzel     | 46,68        | 10           | 106,71             | 9                  | 153,39 | 9      |
| Mädchen                        |            |              |              |                    |                    |        |        |
| Lucrezia Gennaro               | Einzel     | 47,45        | 11           | 86,73              | 9                  | 134,18 | 9      |
| Paar                           |            |              |              |                    |                    |        |        |
| Irma Caldara Edoardo Caputo    | Paar       | 35,49        | 9            | 64,66              | 9                  | 100,15 | 9      |
| Francesca Righi Pietro Papetti | Eistanz    | 38,22        | 12           | 57,32              | 11                 | 95,54  | 12     |

### Eisschnelllauf
| Athleten          | Wettbewerb  | Durchgang 1 | Durchgang 1 | Durchgang 2 | Durchgang 2 | Gesamt      | Gesamt |
| Athleten          | Wettbewerb  | Zeit        | Rang        | Zeit        | Rang        | Zeit        | Rang   |
| ----------------- | ----------- | ----------- | ----------- | ----------- | ----------- | ----------- | ------ |
| Jungen            |             |             |             |             |             |             |        |
| Francesco Betti   | 500 m       | 38,63 s     | 21          | 38,59 s     | 23          | 77,228 s    | 22     |
| Francesco Betti   | 1500 m      |             |             |             |             | 1:59,79 min | 24     |
| Francesco Betti   | Massenstart |             |             |             |             | 5:58,40 min | 23     |
| Jeffrey Rosanelli | 500 m       | 37,558 s    | 14          | 37,61 s     | 13          | 75,17 s     | 14     |
| Jeffrey Rosanelli | 1500 m      |             |             |             |             | 1:56,65 min | 13     |
| Jeffrey Rosanelli | Massenstart |             |             |             |             | 6:48,52 min | 26     |
| Mädchen           |             |             |             |             |             |             |        |
| Noemi Bonazza     | 500 m       | 40,72 s     | 7           | 40,76 s     | 6           | 40,76 s     | 6      |
| Noemi Bonazza     | 1500 m      |             |             |             |             | 2:05,49 min | Bronze |
| Noemi Bonazza     | Massenstart |             |             |             |             | 5:54,82 min | 8      |
| Chiara Cristelli  | 500 m       | 40,89 s     | 9           | 41,16 s     | 10          | 82,05 s     | 10     |
| Chiara Cristelli  | 1500 m      |             |             |             |             | 2:07,16 min | 6      |
| Chiara Cristelli  | Massenstart |             |             |             |             | 5:55,36 min | 9      |

### Freestyle-Skiing

#### Skicross
| Athleten           | Wettbewerb | Qualifikation | Qualifikation | Vorlauf | Vorlauf | Halbfinale         | Finale             |
| Athleten           | Wettbewerb | Zeit          | Rang          | Punkte  | Rang    | Position           | Position           |
| ------------------ | ---------- | ------------- | ------------- | ------- | ------- | ------------------ | ------------------ |
| Jungen             |            |               |               |         |         |                    |                    |
| Tobias Knollseisen | Skicross   | 44,69 s       | 11            | 8       | 12      | nicht qualifiziert | nicht qualifiziert |

#### Slopestyle
| Athleten     | Wettbewerb | Finale       | Finale       | Finale           | Finale |
| Athleten     | Wettbewerb | Durchgang 1  | Durchgang 2  | Bester Durchgang | Rang   |
| ------------ | ---------- | ------------ | ------------ | ---------------- | ------ |
| Mädchen      |            |              |              |                  |        |
| Sophia Insam | Slopestyle | 18,20 Punkte | 47,20 Punkte | 47,20 Punkte     | 9      |

### Nordische Kombination
| Athleten      | Wettbewerb                    | Skispringen | Skispringen | Skispringen | Skispringen   | Langlauf    | Langlauf |
| Athleten      | Wettbewerb                    | Weite       | Punkte      | Rang        | Zeitrückstand | Zeit        | Rang     |
| ------------- | ----------------------------- | ----------- | ----------- | ----------- | ------------- | ----------- | -------- |
| Jungen        |                               |             |             |             |               |             |          |
| Aaron Kostner | Normalschanze / 5 km Langlauf | 90,0 m      | 110,5       | 10          | 1:25 min      | 14:31,4 min | 9        |

| Athleten                                                                       | Wettbewerb                             | Skispringen | Skispringen | Skispringen   | Langlauf    | Langlauf |
| Athleten                                                                       | Wettbewerb                             | Punkte      | Rang        | Zeitrückstand | Zeit        | Rang     |
| ------------------------------------------------------------------------------ | -------------------------------------- | ----------- | ----------- | ------------- | ----------- | -------- |
| Gemischt                                                                       |                                        |             |             |               |             |          |
| Lara Malsiner Aaron Kostner Alessio Longo Chiara De Zolt Ponte Luca Del Fabbro | Team Skispringen/Nordische Kombination | 281,2       | 11          | 2:06 min      | 28:38,0 min | 10       |

### Rennrodeln
| Athleten                   | Wettbewerb   | Durchgang 1 | Durchgang 1 | Durchgang 2 | Durchgang 2 | Gesamt       | Gesamt |
| Athleten                   | Wettbewerb   | Zeit        | Rang        | Zeit        | Rang        | Zeit         | Rang   |
| -------------------------- | ------------ | ----------- | ----------- | ----------- | ----------- | ------------ | ------ |
| Jungen                     |              |             |             |             |             |              |        |
| Fabian Malleier            | Einsitzer    | 48,082 s    | 4           | 48,037 s    | 5           | 1:36,119 min | 5      |
| Ivan Nagler                | Einsitzer    | 48,105 s    | 6           | 48,139 s    | 6           | 1:36,244 min | 7      |
| Lukas Gufler Felix Schwarz | Doppelsitzer | 52,200 s    | 1           | 52,060 s    | 1           | 1:44,260 min | Gold   |
| Mädchen                    |              |             |             |             |             |              |        |
| Marion Oberhofer           | Einsitzer    | 53,724 s    | 8           | 53,830 s    | 12          | 1:47,554 min | 11     |

| Athleten                                                    | Wettbewerb  | Mädchen  | Mädchen | Junge    | Junge | Doppel   | Doppel | Gesamt       | Gesamt |
| Athleten                                                    | Wettbewerb  | Zeit     | Rang    | Zeit     | Rang  | Zeit     | Rang   | Zeit         | Rang   |
| ----------------------------------------------------------- | ----------- | -------- | ------- | -------- | ----- | -------- | ------ | ------------ | ------ |
| Gemischt                                                    |             |          |         |          |       |          |        |              |        |
| Marion Oberhofer Fabian Malleier Felix Schwarz Lukas Gufler | Teamstaffel | 57,917 s | 8       | 57,683 s | 3     | 57,440 s | 1      | 2:53,040 min | Bronze |

### Shorttrack
| Athleten        | Wettbewerb | Viertelfinale | Viertelfinale | Halbfinale   | Halbfinale | Finale             | Finale             |
| Athleten        | Wettbewerb | Zeit          | Rang          | Zeit         | Rang       | Zeit               | Rang               |
| --------------- | ---------- | ------------- | ------------- | ------------ | ---------- | ------------------ | ------------------ |
| Mädchen         |            |               |               |              |            |                    |                    |
| Gloria Ioriatti | 500 m      | 46,103 s      | 3             | PEN          | PEN        | nicht qualifiziert | nicht qualifiziert |
| Gloria Ioriatti | 1000 m     | 1:43,603 min  | 3             | 1:39,573 min | 5          | 1:42,581 min       | 8                  |

### Ski Alpin
| Jungen           |              |             |     |                    |                    |                    |                    |
| Pietro Canzio    | Super-G      |             |     |                    |                    | 1:10,65 min        | Silber             |
| Pietro Canzio    | Riesenslalom | 1:17,69 min | 2   | DNF                | DNF                | nicht qualifiziert | nicht qualifiziert |
| Pietro Canzio    | Slalom       | 50,30 s     | 4   | 50,44 s            | 9                  | 1:40,74 min        | 5                  |
| Pietro Canzio    | Kombination  | 1:12,45 min | 6   | 41,20 s            | 3                  | 1:53,65 min        | Bronze             |
| Michael Tedde    | Super-G      |             |     |                    |                    | 1:11,52 min        | 7                  |
| Michael Tedde    | Riesenslalom | 1:19,92 min | 13  | 1:20,04 min        | 12                 | 2:39,96 min        | 11                 |
| Michael Tedde    | Slalom       | DNF         | DNF | nicht qualifiziert | nicht qualifiziert | nicht qualifiziert | nicht qualifiziert |
| Michael Tedde    | Kombination  | 1:12,04 min | 2   | 43,08 s            | 18                 | 1:55,12 min        | 10                 |
| Mädchen          |              |             |     |                    |                    |                    |                    |
| Sofia Pizzato    | Super-G      |             |     |                    |                    | 1:14,47 min        | 9                  |
| Sofia Pizzato    | Riesenslalom | 1:19,73 min | 7   | 1:16,10 min        | 9                  | 2:35,83 min        | 7                  |
| Sofia Pizzato    | Slalom       | DNF         | DNF | nicht qualifiziert | nicht qualifiziert | nicht qualifiziert | nicht qualifiziert |
| Sofia Pizzato    | Kombination  | 1:17,39 min | 18  | DSQ                | DSQ                | DSQ                | DSQ                |
| Carlotta Saracco | Super-G      |             |     |                    |                    | 1:16,18 min        | 15                 |
| Carlotta Saracco | Riesenslalom | 1:19,84 min | 8   | 1:16,62 min        | 12                 | 2:36,46 min        | 10                 |
| Carlotta Saracco | Slalom       | 55,01 s     | 5   | 51,66 s            | 8                  | 1:46,67 min        | 5                  |
| Carlotta Saracco | Kombination  | 1:15,72 min | 10  | 44,65 s            | 8                  | 2:00,37 min        | 7                  |

| Athleten                       | Wettbewerb     | Achtelfinale   | Viertelfinale      | Halbfinale         | um Platz 3         | um Platz 3         |
| Athleten                       | Wettbewerb     | Ergebnis       | Ergebnis           | Ergebnis           | Ergebnis           | Rang               |
| ------------------------------ | -------------- | -------------- | ------------------ | ------------------ | ------------------ | ------------------ |
| Gemischt                       |                |                |                    |                    |                    |                    |
| Carlotta Saracco Pietro Canzio | Teamwettbewerb | Russland 0 – 4 | nicht qualifiziert | nicht qualifiziert | nicht qualifiziert | nicht qualifiziert |

### Skilanglauf
| Athleten             | Wettbewerb       | Qualifikation | Qualifikation | Viertelfinale | Viertelfinale | Halbfinale         | Halbfinale         | Finale             | Finale             |
| Athleten             | Wettbewerb       | Zeit          | Rang          | Zeit          | Rang          | Zeit               | Rang               | Zeit               | Rang               |
| -------------------- | ---------------- | ------------- | ------------- | ------------- | ------------- | ------------------ | ------------------ | ------------------ | ------------------ |
| Jungen               |                  |               |               |               |               |                    |                    |                    |                    |
| Luca Del Fabbro      | Cross            | 3:13,08 min   | 12            |               |               | 3:08,12 min        | 3                  | 3:06,23 min        | 5                  |
| Luca Del Fabbro      | Sprint klassisch | 3:08,01 min   | 17            | 3:02,91 min   | 3             | 3:24,85 min        | 6                  | nicht qualifiziert | nicht qualifiziert |
| Luca Del Fabbro      | 10 km Freistil   |               |               |               |               |                    |                    | 25:20,5 min        | 10                 |
| Mädchen              |                  |               |               |               |               |                    |                    |                    |                    |
| Chiara De Zolt Ponte | Cross            | 3:45,38 min   | 13            |               |               | 3:39,46 min        | 3                  | nicht qualifiziert | nicht qualifiziert |
| Chiara De Zolt Ponte | Sprint klassisch | 3:45,38 min   | 26            | 3:43,53 min   | 5             | nicht qualifiziert | nicht qualifiziert | nicht qualifiziert | nicht qualifiziert |
| Chiara De Zolt Ponte | 5 km Freistil    |               |               |               |               |                    |                    | 14:18,0 min        | 19                 |

### Skispringen
| Athleten      | Wettbewerb    | Erste Runde | Erste Runde | Erste Runde | Finale | Finale | Finale | Gesamt | Gesamt |
| Athleten      | Wettbewerb    | Weite       | Punkte      | Rang        | Weite  | Punkte | Rang   | Punkte | Rang   |
| ------------- | ------------- | ----------- | ----------- | ----------- | ------ | ------ | ------ | ------ | ------ |
| Jungen        |               |             |             |             |        |        |        |        |        |
| Alessio Longo | Normalschanze | 72,5 m      | 67,8        | 18          | 71,0 m | 58,0   | 18     | 125,8  | 18     |
| Mädchen       |               |             |             |             |        |        |        |        |        |
| Lara Malsiner | Normalschanze | 95,5 m      | 116,3       | 3           | 94,5 m | 115,3  | 2      | 231,6  | Bronze |

| Athleten                                  | Wettbewerb               | Erste Runde | Erste Runde | Finale | Finale | Gesamt | Gesamt |
| Athleten                                  | Wettbewerb               | Punkte      | Rang        | Punkte | Rang   | Punkte | Rang   |
| ----------------------------------------- | ------------------------ | ----------- | ----------- | ------ | ------ | ------ | ------ |
| Gemischt                                  |                          |             |             |        |        |        |        |
| Lara Malsiner Aaron Kostner Alessio Longo | Mixed-Team Normalschanze | 219,7       | 11          | 259,3  | 10     | 479,0  | 11     |

### Snowboard

#### Snowboardcross
| Athleten         | Wettbewerb     | Qualifikation | Qualifikation | Vorlauf | Vorlauf | Halbfinale | Finale   |
| Athleten         | Wettbewerb     | Zeit          | Rang          | Punkte  | Rang    | Position   | Position |
| ---------------- | -------------- | ------------- | ------------- | ------- | ------- | ---------- | -------- |
| Mädchen          |                |               |               |         |         |            |          |
| Caterina Carpano | Snowboardcross | 52,44 s       | 7             | 15      | 5       | 2          | Bronze   |